# Missal de Skara
O Missal de Skara - em sueco Skaramissalet - é um livro de missa medieval, redigido em meados do século XII, e dividido em 2 volumes no século XIV ou XV. Um desses volumes está preservado na Catedral de Skara e o outro no Museu da Västergötland, na Suécia.

É provavelmente o livro mais antigo conservado na Suécia e o mais antigo do seu género na Escandinávia, redigido em meados do século XII por 2 monges desconhecidos, algures na Inglaterra, França ou talvez Noruega.

O livro tinha originalmente cerca de 300 folhas (600 páginas). Destas, restam 44 folhas (88 páginas). O manuscrito está escrito em pergaminho, ou seja, em pele de bezerra ou de cabra.

O Missal de Skara é um manual para a celebração da missa por um padre. Contém todos os elementos de canto e de texto que eram normalmente necessários tanto para as missas quotidianas como para ocasiões especiais, como a procissão do Domingo de Ramos, as vigílias antes das grandes festas e o ritual fúnebre.

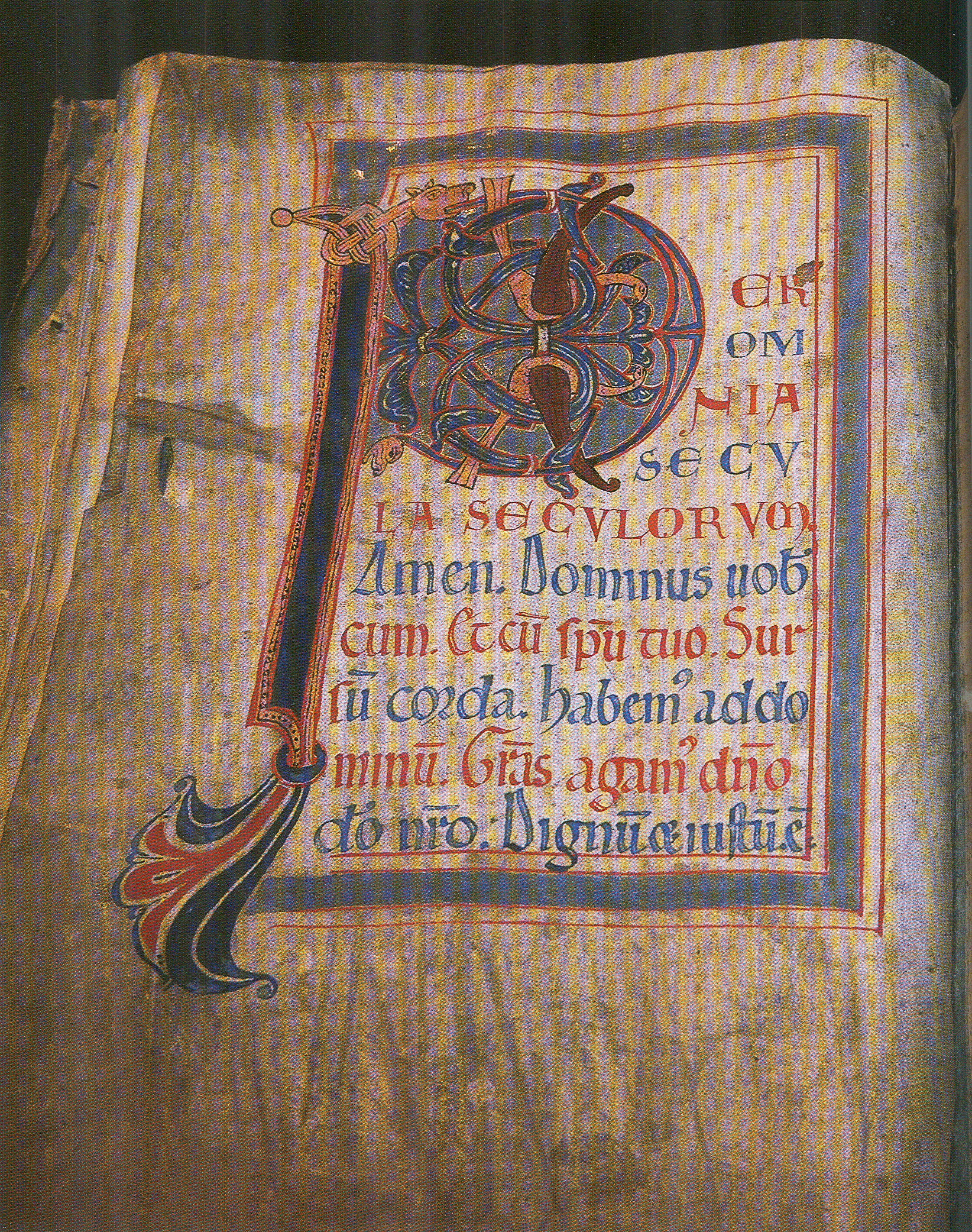
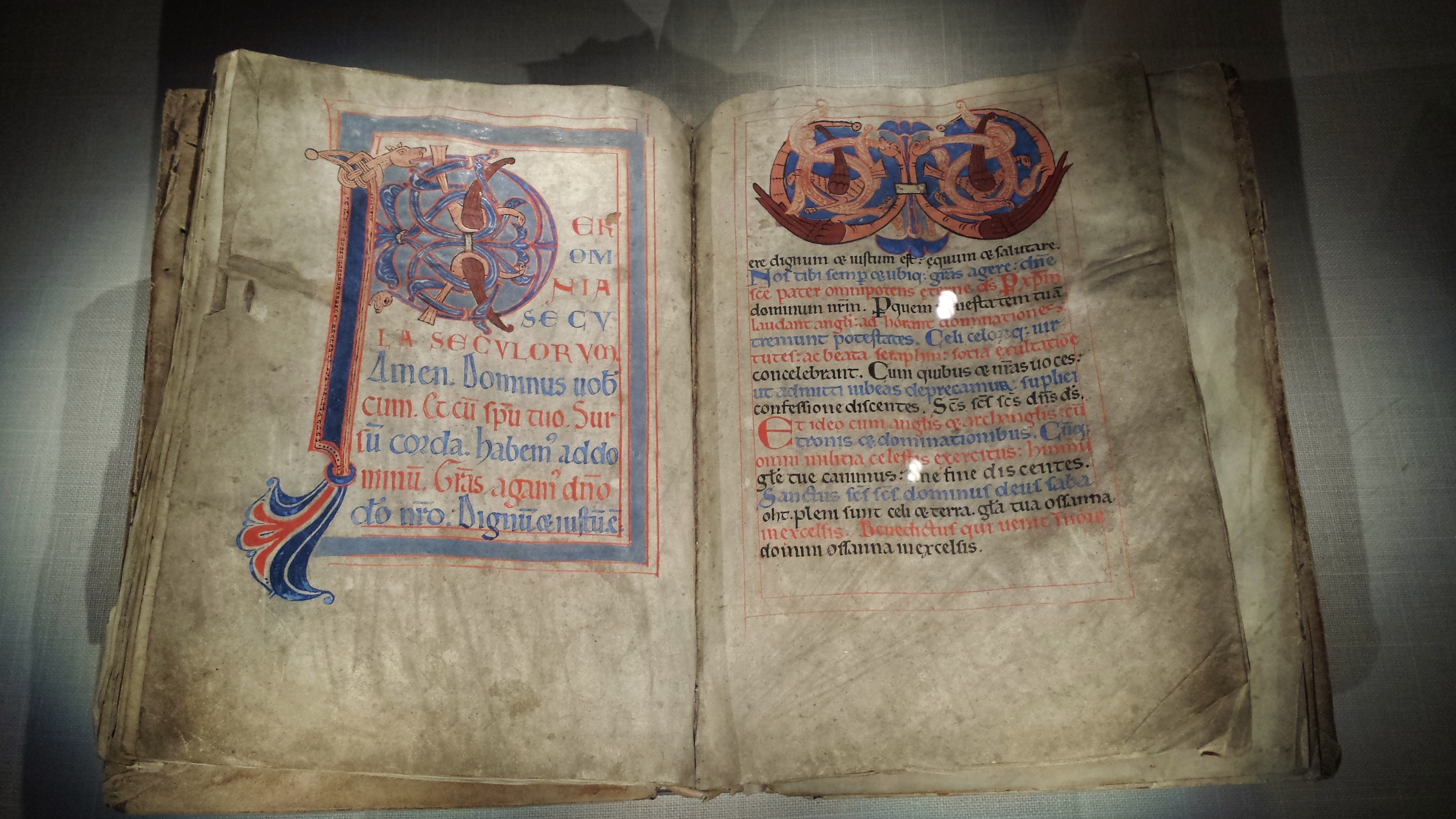
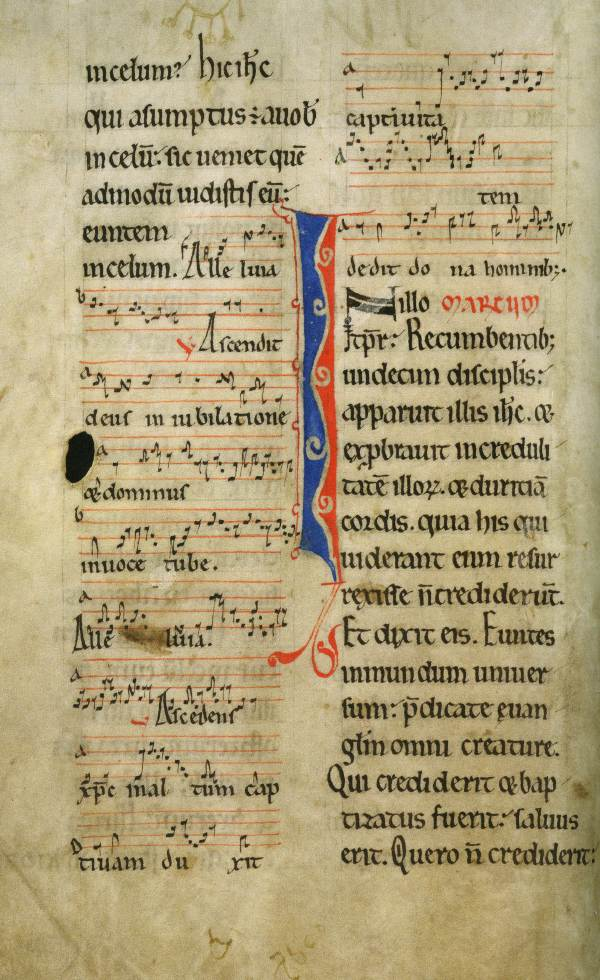
Aleluia do dia da Ascensão
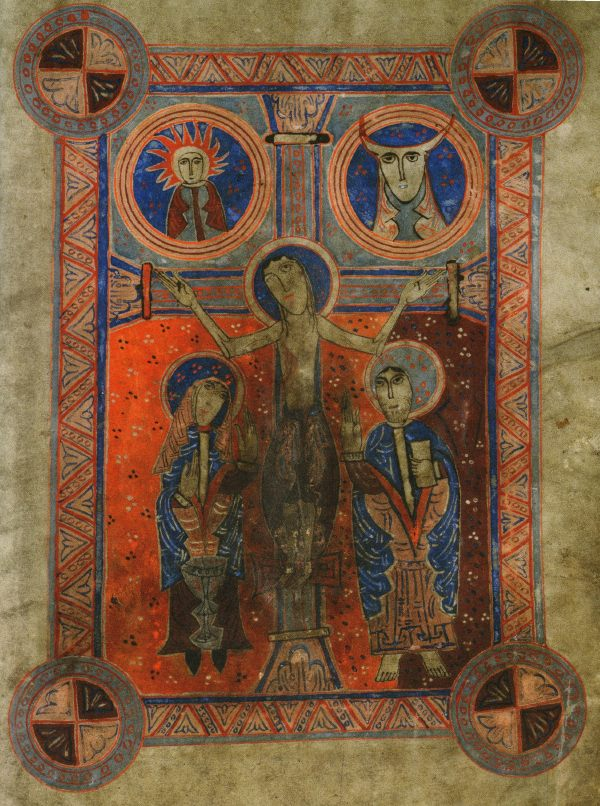
Crucificação de Cristo com a Santa Maria e São João, e ainda representações do Sol e da Lua